# Idioma morori
El morori (también llamado marori, moaraeri, moraori o morari) es una lengua amenazada de las lenguas papúes que presuntamente forma una rama independiente dentro de las lenguas trans-neoguineanas (TNG), de acuerdo a la clasificación de Malcolm Ross (2005). Todos los hablantes del morori conocen también y usan usualmente el malayo de Papúa o el indonesio como L2, y muchos de ellos también conocen el marind.
Además un dialecto del morori, el menge, que se extinguió en 1997, es recordado en parte para uso ceremonial.

## Descripción lingüística
Los pronombres, y poco más, parece relacionar esta lengua con la familia TNG:
|    | sing  | plural |
| -- | ----- | ------ |
| 1ª | na    | ni-ɛ   |
| 2ª | ka    | ki-ɛ   |
| 3ª | ŋɡafi | ŋɡamdɛ |